# Kim Jong-il
Kim Jong-il (em coreano:  김정일; hanja: 金正日; Krai do Litoral, 16 de fevereiro de 1941 — Pyongyang, 17 de dezembro de 2011), nascido Iuri Irsenovitch Kim (em russo:  Юрий Ирсенович Ким), foi um chefe de Estado que, de 1994 a 2011, exerceu as funções de Líder Supremo da República Popular Democrática da Coreia e de Presidente da Comissão de Defesa Nacional da Coreia do Norte e Secretário-Geral do Partido dos Trabalhadores da Coreia — cargos máximos em âmbito militar e político da nação coreana. Kim Jong-il herdou do pai, Kim Il-Sung, o controle do governo norte-coreano, mantendo sua face autoritária e a centralização do poder. Kim Jong-il manteve a ideologia oficial juche, de completa autossuficiência nacional, e um regime comunista totalitário. Enfrentou sanções econômicas internacionais, carestia dentre seu povo e deterioração da qualidade de vida da população, mas se manteve no poder por meio repressão e um extenso culto à personalidade.

## Vida

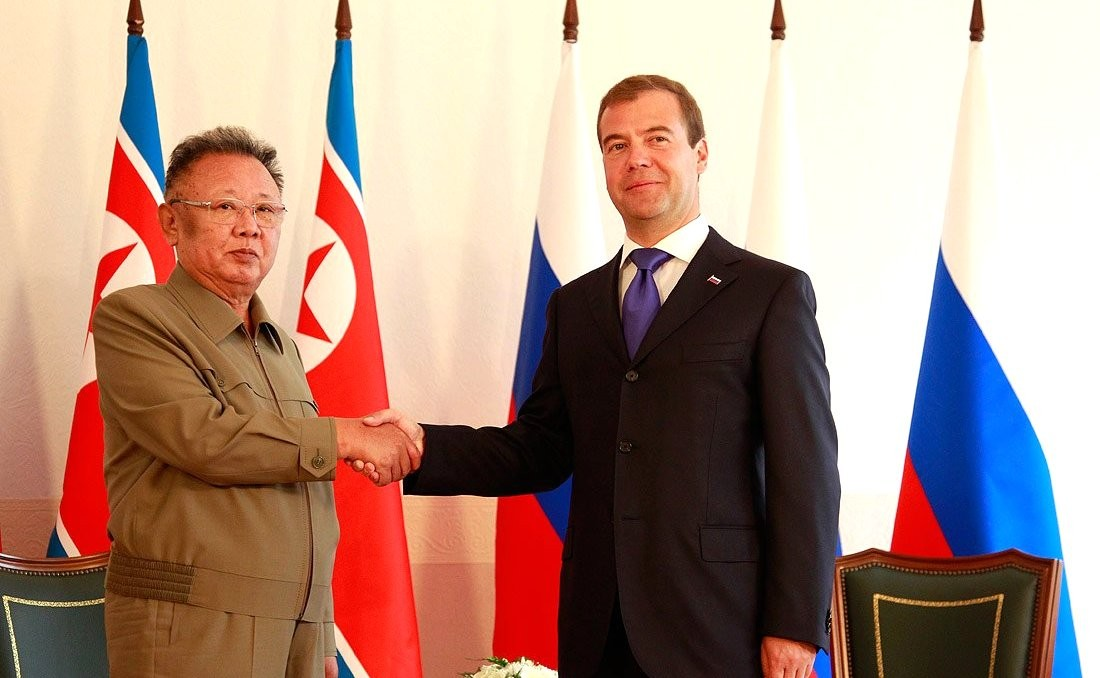
Kim Jong-il e o Presidente da Rússia, Dmitri Medvedev, em 2011.

A maioria dos historiadores de fora da Coreia do Norte acredita que Kim nasceu em 1941, na República Socialista Soviética da Rússia com o nome de Iuri Irsenovitch Kim, provavelmente na vila de Viatskoe, no sul de Krai de Khabarovsk ou no campo Voroshilov, próximo de Nikolsk, no Krai do Litoral, filho de Kim Il-sung, na época um líder de guerrilha contra a ocupação japonesa, e Kim Jong-suk, uma ativista e também guerrilheira.
Por outro lado, historiadores norte-coreanos afirmam que Kim nasceu, em 1942, na Montanha Baekdu. Em setembro de 1948, seu pai, Kim Il-sung, foi empossado como líder supremo da Coreia do Norte pelo governo da União Soviética. Na sua infância, foi educado na Escola Revolucionária Mangyongdae e depois se formou na Universidade Kim Il-sung. Há fontes que afirmam que, em 1973, recebeu educação, por um ano, em inglês na Ilha de Malta.
Em 1974, seu pai e ditador do país, Kim Il-sung, o apontou formalmente como seu sucessor. Em 1980, após alguns trabalhos burocráticos de governo e em embaixadas pela Europa, Kim Jong-il assumiu o controle do partido no 6ª Congresso do PTC. Dois anos depois, foi tornado público seu apontamento como herdeiro aparente do cargo de Líder Supremo.
Em 8 de julho de 1994, Kim Il-sung faleceu e Kim Jong-il passou a ocupar a posição de comandante-em-chefe da Coreia do Norte.
Kim Jong-il era oficialmente designado "Líder Supremo" (e também chamado "Querido Líder", "Comandante Supremo" e "Nosso Pai"), e a referência à sua figura estava presente em quase todas as esferas da vida cotidiana norte-coreana, promovida por um ferrenho culto à personalidade que não admitia oposição. Por esse motivo, Kim Jong-il era reconhecido por muitos estrangeiros como o chefe de estado mais totalitário do planeta.
De acordo com o desertor Hwang Jang-yop, o sistema de governo norte-coreano tornou-se ainda mais centralizado e autocrático depois que Kim Jong-il sucedeu o seu pai. Ele afirmava que, embora Kim Il-sung exigisse lealdade de seus ministros, frequentemente buscava seus conselhos durante a tomada de decisões. Por outro lado, Kim Jong-il exigia obediência absoluta e concordância de seus ministros e funcionários do partido sem ouvi-los, além disso, via qualquer pequeno desvio de seu pensamento como um sinal de deslealdade. Kim Jong-il dirigia pessoalmente até mesmo os menores detalhes dos assuntos de estado, como o tamanho das casas para os secretários do partido e a entrega de presentes aos seus subordinados.
Durante o governo de Kim Jong-il, a Coreia do Norte sofreu com retrações e instabilidade econômica, geradas pelas sanções internacionais, má gestão e corrupção. Fome se tornou um problema crônico e os índices de pobreza, que já eram altos, alcançaram novos patamares. Assim como no governo do seu pai, a situação de direitos humanos era precária e Kim não tolerava oposição ao seu regime, caçando dissidentes dentro e fora dos territórios nacionais, com expurgos no partido e exército sendo comuns. Kim ficava pessoalmente envolvido no engajamento de terrorismo de Estado por parte do seu governo e continuou e fortaleceu a política de Songun ("exército primeiro"), que destinava como prioridade boa parte dos já poucos recursos do país para as forças armadas, em detrimento de outros setores.
O governo de Kim fez algumas tentativas de reforma econômica para tentar sanar a difícil situação que a Coreia do Norte passava, incluindo, em 2003, a abertura da Região Industrial de Kaesong. Boa parte dessas reformas não trouxeram resultados, e o país continuou empobrecido e atrasado, além de ser reconhecido como um pária internacional, isolado e jogado no ostracismo. Ainda assim, o regime conseguia se segurar financeiramente, principalmente pela corrupção e pelo pequeno, porém vital, apoio vindo da China e da Rússia.
Para tentar proteger seu país e seu governo, Kim Jong-il deu ênfase ao programa nuclear norte-coreano, o que levou a mais sanções econômicas, isolamento e ameaças das potências estrangeiras. Segundo analistas em política internacional, o programa de armas nucleares de Kim tinha como objetivo reassegurar a posição da Coreia do Norte na mesa de negociações numa possível negociação de reunificação das Coreias, enquanto também lhe dava um meio para extorquir dinheiro e ajuda humanitária dos países vizinhos.
No dia 2 de junho de 2009, noticiou-se que o líder da Coreia do Norte nomeara seu filho mais novo, o general Kim Jong-un, para lhe suceder, o que manteria um regime de sucessão hereditária. Os dois, a partir de 2011, passaram a ser vistos juntos em eventos de governo e paradas militares.

## Morte
A saúde de Kim Jong-il estaria deteriorada desde 2008. Ele teria sido diagnosticado, em 2003, com diabetes e com outros problemas, especialmente neurológicos. Em agosto de 2008, teria colapsado por conta de uma hemorragia intracerebral. Isso o forçou a cortar suas aparições públicas ao mínimo possível. Em 2010, foi reportado que ele sofria de epilepsia.
A morte de Kim Jong-il foi anunciada publicamente pela imprensa estatal da Coreia do Norte em 19 de dezembro de 2011. Teria ocorrido em 17 de dezembro. Fontes oficiais atribuíram o falecimento à "fadiga" do Líder Supremo e à "dedicação de sua vida ao povo". A agência de notícias sul-coreana Yonhap, com base em informações obtidas na Coreia do Norte, divulgou que Kim Jong-il morrera de ataque cardíaco durante uma viagem. Kim Jong-il havia sofrido uma apoplexia em 2008.

## Sucessão
O filho mais novo do estadista, o general Kim Jong-un, com 29 anos de idade, foi designado seu sucessor. Um de seus primeiros eventos públicos foi o funeral de seu pai.

## Filhos
Do sexo masculino
- Kim Jong-nam, filho de Song Hye Rim, nascido em 10 de maio de 1971, morto em 13 de fevereiro de 2017;
- Kim Jong-chul, nascido em 25 de setembro de 1981; e
- Kim Jong-un, filho de Ko Yong-hui, nascido em 8 de janeiro de 1983, sucedeu o pai como dirigente da Coreia do Norte;

Do sexo feminino
- Kim Sol-song, filha de Kim Young-sook, nascida em 30 de dezembro de 1974; e
- Kim Yo-jong, nascida em 26 de setembro de 1987;